# Tankred Galilejski
Tankred Hautevillski (italijansko Tancredi d'Altavilla) je bil normanski plemič, eden od vodij prvega križarskega pohoda in od leta 1099 do 1101 in ponovno od 1109 do 1112 regent Kneževine Antiohije in galiljejski knez,  * 1072, † 5. ali 12. december 1112, Kneževina Antiohija.

## Življenje
Tankred je bil sin Eme Apulijske, sestre Bohemonda I. Antioškega (Tarantskega). Njegova stara starša po materini strani sta bila Robert Guiscard in njegova prva žena Alberada Buonalberška. 
Leta 1096 se je pridružil svojemu stricu Bohemondu na prvem križarskem pohodu in skupaj sta potovala do Bizanca. Bizantinski cesar Aleksej I. Komnen je v Bizancu od vseh vodij pohoda zahteval, da mu prisežejo zvestobo in vrnejo Bizantinskemu cesarstvu vsa ozemlja, ki jih bodo osvojili. Večina vodij je zvestobo prisegla, čeprav se jih niso nameravali držati, Tankred pa je prisego odklonil. 
Leta 1097 se je udeležil obleganja Nikeje. Križarsko obleganje mesta je propadlo, ker so Turki Seldžuki po tajnih pogajanjih z Bizantinci mesto prepustili cesarju Alekseju. Tankred je zaradi tega postal do Bizantincev zelo nezaupljiv. Kasneje istega leta je osvojil Tarz in nekaj drugih mest v Kilikiji in sodeloval pri obleganju Antiohije. 
Leta 1099 sta Tankred in Gaston IV. Béarnski med obleganjem Jeruzalema zahtevala, da bosta 15. julija prva, ki bosta vkorakala v osvojeno mesto. Po osvojitvi mesta se je nekaj sto muslimanov zateklo v njuno varstvo v Salomonov tempelj. Naslednje jutro so križarji ignorirali Tankredovo in Gastonovo zaščito ter vdrli v tempelj in brez razlike poklali vse zbrane muslimane in Jude, moške in ženske. 
Po ustanovitvi Jeruzalemskega kraljestva je Tankred postal knez Galileje.
Leta 1100 so Danišmendi ujeli antioškega kneza Bohemonda I. in Tankred postal antioški regent. Med svojim vladanjem je ozemlje kneževine precej razširil na račun Bizantinskega cesarstva. Cesar Aleksej I. ga je v naslednjem desetletju poskušal pokoriti, vendar mu to ni uspelo. 
Leta 1104 so muslimani v bitki pri Harranu ujeli edeškega grofa Balduina II. in Takred je postal še vladar Edese. Ko so Balduina leta 1107 osvobodili, se je med njima vnel boj za oblast. Tankred je bil v boju poražen in  se je moral vrniti v Antiohijo.
Leta 1108 je zavrnil sklepe Devolskega sporazuma, po  katerih bi moral Bohemond I. Antioški priseči zvestobo bizantinskemu cesarju. Antiohija je za nekaj desetletij ostala neodvisna od Bizantinskega cesarstva. Leta 1110 je osvojil trdnjavo Krak des Chevaliers, ki je kasneje postala pomembno oporišče grofije Tripoli. Tankred je ostal regent Antiohije do svoje smrti med epidemijo tifusa leta 1112. 
Poročen je bil s Cecilijo Francosko, vendar je umrl brez otrok. 
Njegov življenjepis Gesta Tancredi (Tankredova dejanja) je napisal Norman Ralf Aahenski, ki je bil med prvo križarsko vojno v Bohemondovi in Tankredovi službi.

## Tankred v umetnosti
V pesnitvi Osvobojeni Jeruzalem, ki jo je v 16. stoletju napisal Torquato Tasso, je Tankred prikazan kot epski junak, v katerega je bila zaljubljena poganska deviška vojščakinja Klorinda. Vanj je bila zaljubljena tudi kneginja Erminija Antioška. Dele Tassove pesnitve je Claudio Monteverdi leta 1624 vpletel v svojo opero Il Combattimento di Tancredi e Clorinda (Boj Tankreda in Clorinde). 
Njegovo osebnost je kasneje upodobil tudi Rossini v svoji operi Tancredi, ki je zasnovana na Voltairovi igri Tancrède iz leta 1759. Tankred se pojavi tudi v eni od scen v The Tragedy of Man Imreja Madacha.